# Kanton Les Portes du Tarn
 Les Portes du Tarn  is een kanton van het Franse departement Tarn. Het kanton maakt deel uit van de arrondissementen Castres (8) en Albi (2).
In 2021 telde het 18.287 inwoners.

Het kanton werd gevormd ingevolge het decreet van 17 februari 2014 , met uitwerking op 22 maart 2015, met Saint-Sulpice-la-Pointe als hoofdplaats.

## Gemeenten
Het kanton omvat volgende 10 gemeenten :
- Ambres
- Coufouleux
- Garrigues
- Giroussens
- Loupiac
- Lugan
- Saint-Agnan
- Saint-Jean-de-Rives
- Saint-Lieux-lès-Lavaur
- Saint-Sulpice-la-Pointe